# Pierella fabriciana
Pierella fabriciana är en fjärilsart som beskrevs av Ebert 1965. Pierella fabriciana ingår i släktet Pierella och familjen praktfjärilar. Inga underarter finns listade i Catalogue of Life.